# Boscoreale
Boscoreale község (comune) Olaszország Campania régiójában, Nápoly megyében.

## Fekvése
A Vezúvi Nemzeti Park területén, a vulkán lejtőjén fekszik. Határai: Boscotrecase, Poggiomarino, Pompei, Scafati, Terzigno és Torre Annunziata.

## Története
Boscoreale Pompejitől kb. 1 km távolságra fekszik. Pompeji virágkorában a vidéket a helyi arisztokrácia villái tarkították. Ezt a vidéket is – hasonlóan Pompejihez és Herculaneumhoz – elpusztította a Vezúv i. sz. 79-es kitörése. Az első világháborút megelőzően itt is ásatásokat végeztek és számos római kori villa maradványaira bukkantak. A középkor során a nápolyi királyok kedvenc vadasparkja volt (innen származik neve is). Világhírű bortermelő vidék, innen származik a lacrima Christi borfajta.

## Népessége
A népesség számának alakulása:

## Főbb látnivalói
- Fannius Synistor villája – római kori villa, számos értékes freskóval
- Villa Regina - római kori villa
- Santa Maria Salòme-templom – 11. századból származik
- Maria SS. di Montevergine-kápolna – 17. századi templom, a Palazzo Zurlo része
- Palazzo de Prisco – 18. századi palota értékes belső dekorációkkal (Nicola Ascione alkotásai)